# Estação Mauá
A Estação Mauá é uma estação ferroviária, pertencente à Linha 10–Turquesa da Companhia Paulista de Trens Metropolitanos, localizada no centro do município de Mauá, no ABC Paulista. Alguns trens da Linha 10-Turquesa tem como ponto final esta estação

## História

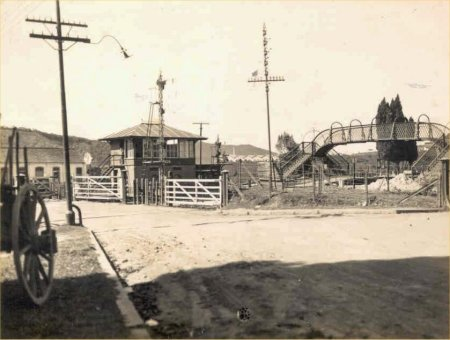
Porteira ao lado da estação de Mauá. Anos 1940

A construção da ferrovia, que começou no porto de Santos e seguiu em direção a São Paulo, foi iniciada em maio de 1860. Projetar e construir a ferrovia foram grandes desafios para os técnicos britânicos. A solução adotada para transpor a Serra do Mar foi construir uma série de planos inclinados, com um declive de 10%, e utilizar locomotivas estacionárias para descer e subir os trens por meio de cabos.
A São Paulo Railway Company, organizada em Londres, foi formada para construir a estrada de ferro que ligaria Santos a Jundiaí. A inauguração da estrada de ferro em 16 de fevereiro de 1867 melhorou significativamente o transporte de produtos agrícolas do interior para o Porto de Santos, em especial o café produzido na Província de São Paulo, impulsionando o desenvolvimento local.
O crescimento da então chamada Vila do Pilar motivou a Superintendência da São Paulo Railway Company a instalar uma estação da ferrovia na localidade. Em 1883 foi inaugurada a então Estação do Pilar, toda construída em madeira, que viria a representar importante papel no processo de industrialização do futuro município. Em 1926 a Estação do Pilar passou a chamar-se Estação Mauá.

### Nova estação (1978)
Na década de 1970 ocorreu um crescimento na demanda de passageiros na estação, que não comportava mais aquele movimento. Em 26 de janeiro de 1976, após mais uma pane nos trens de subúrbio, uma multidão de 3 mil pessoas depredou completamente a estação Mauá. Com isso, as obras da nova estação Mauá (iniciadas em agosto de 1975 pela empresa Estaf Engenharia S.A.) foram aceleradas. As obras tinham o custo de 9.811.000,00 cruzeiros e a previsão de conclusão de março de 1977.
A nova estação foi aberta ao público em 27 de março de 1978 (cerca de um ano além acima do prazo contratual).

### Projetos
Em novembro de 2004 a CPTM realizou a licitação nº 8379402011 visando elaborar projetos de reconstrução das estações Ferraz de Vasconcelos e Mauá (Lote 4). O resultado da licitação foi homologado em 18 de março de 2005 com a vitória do Consórcio Engevix/Argeplan no valor de R$ 1.221.905,20.
Apesar do projeto ter sido realizado, a CPTM teve o financiamento das obras obtido via Programa de Aceleração do Crescimento cancelado devido à crise econômica de 2014 no país, de forma que as obras da nova estação não saíram do papel até a presente data.

## Características
| Sigla | Estação | Inauguração        | Integração                                           | Plataformas        | Posição    | Notas                                                            |
| ----- | ------- | ------------------ | ---------------------------------------------------- | ------------------ | ---------- | ---------------------------------------------------------------- |
| MAU   | Mauá    | 1 de abril de 1883 | Bilhete Único da SPTrans e Terminal de Ônibus Urbano | Laterais e Central | Superfície | Anteriormente denominada "Pilar" Estação reconstruída pela RFFSA |

## Diagrama da estação
| 1 |

|  | ↑ a ↑ |

| 2 |

|  | ↑ b ↑ |

|  | ↓ c ↓ |

| 3 |

| 1 |

|  | ↑ a ↑ |

| 2 |

|  | ↑ b ↑ |

|  | ↓ c ↓ |

| 3 |

| 1 |

|  | ↑ a ↑ |

| 2 |

|  | ↑ b ↑ |

|  | ↓ c ↓ |

| 3 |

| 1 |

|  | ↑ a ↑ |

| 2 |

|  | ↑ b ↑ |

|  | ↓ c ↓ |

| 3 |